# Cipierage
De Cipierage (ook wel Ciperage genoemd) is een voormalige gevangenis uit de 17e eeuw in de stad Sint-Niklaas, in de Belgische provincie Oost-Vlaanderen. Het gebouw staat aan de oostkant van de Grote Markt. Sinds 1946 is het beschermd als monument.

## Geschiedenis
De oorspronkelijke gevangenis van het Land van Waas was het kasteel van Rupelmonde. Dit werd echter verkocht aan de baron van Wissekerke.
Het vervangend gebouw, de Cipierage, werd gebouwd van 1661 tot 1662 in Vlaamse renaissancestijl en werd opgetrokken in Balegemse zandsteen. Het ontwerp werd uitgetekend door Lucas Faid'herbe en werd gebouwd door Jan Colaes. De bovenste twee verdiepingen deden dienst als gevangenis. In de rest van het gebouw zetelde een rechtbank en waren er vertrekken voor de cipier. Het gebouw doorstond als een van de weinige de stadsbrand van Sint-Niklaas op 25 mei 1690.
In 1822 verloor het gebouw de functie van gevangenis en nam de lokale politie er haar intrek. De Koninklijke Oudheidkundige Kring van het Land van Waas richtte er in 1895 op de tweede verdieping een museum in. In 1911 verhuisde het museum naar het Huis Janssens in de Zamanstraat en werd het gebouw een bibliotheek. Op het einde van de jaren zeventig is de bibliotheek weggetrokken naar de gebouwen op het Hendrik Heymanplein. Van 1980 tot 1981 kreeg het gebouw een restauratie. Toen werden ook de vier verdwenen schilden terug op de gevel geplaatst.
Tegenwoordig biedt de Cipierage een onderkomen aan de dienst toerisme van de stad. In de kelder is een café gevestigd.

## Gevel
Boven de poort staat een mariabeeld uit witte zandsteen, gekapt door Lucas Faydherbe. Een kopij werd in de 20e eeuw gekapt door Robert Van de Velde op vraag van de Stad, als vervanging van het oorspronkelijke 17e-eeuwse exemplaar. De gevel erboven is versierd met vier wapenschilden: rechts staat het wapenschild van het Waasland, namelijk een "in keel een raap van natuurkleur". Links staat het wapen van het Graafschap Vlaanderen en bovenaan dat van de Filips IV van Spanje afgebeeld, aan wie de Zuidelijke Nederlanden op het moment van de bouw behoorden. In het midden, ten slotte, staat het wapen van Alexander II van Bournonville, de hoogbaljuw van het Waasland tussen 1662 en 1665.

## Beroemde gevangenen
- Pastoor Michaël Cop

## Fotogalerij

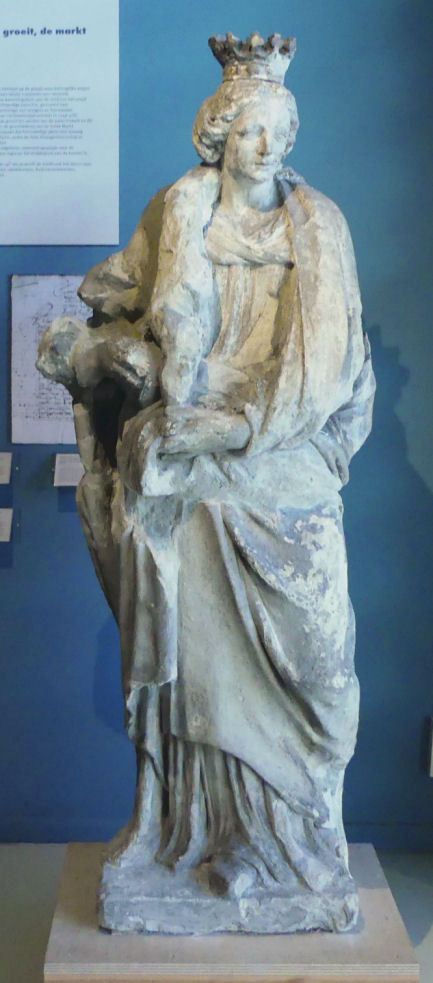
Het originele beeld wordt bewaard in de verzameling van de Stedelijke Musea.
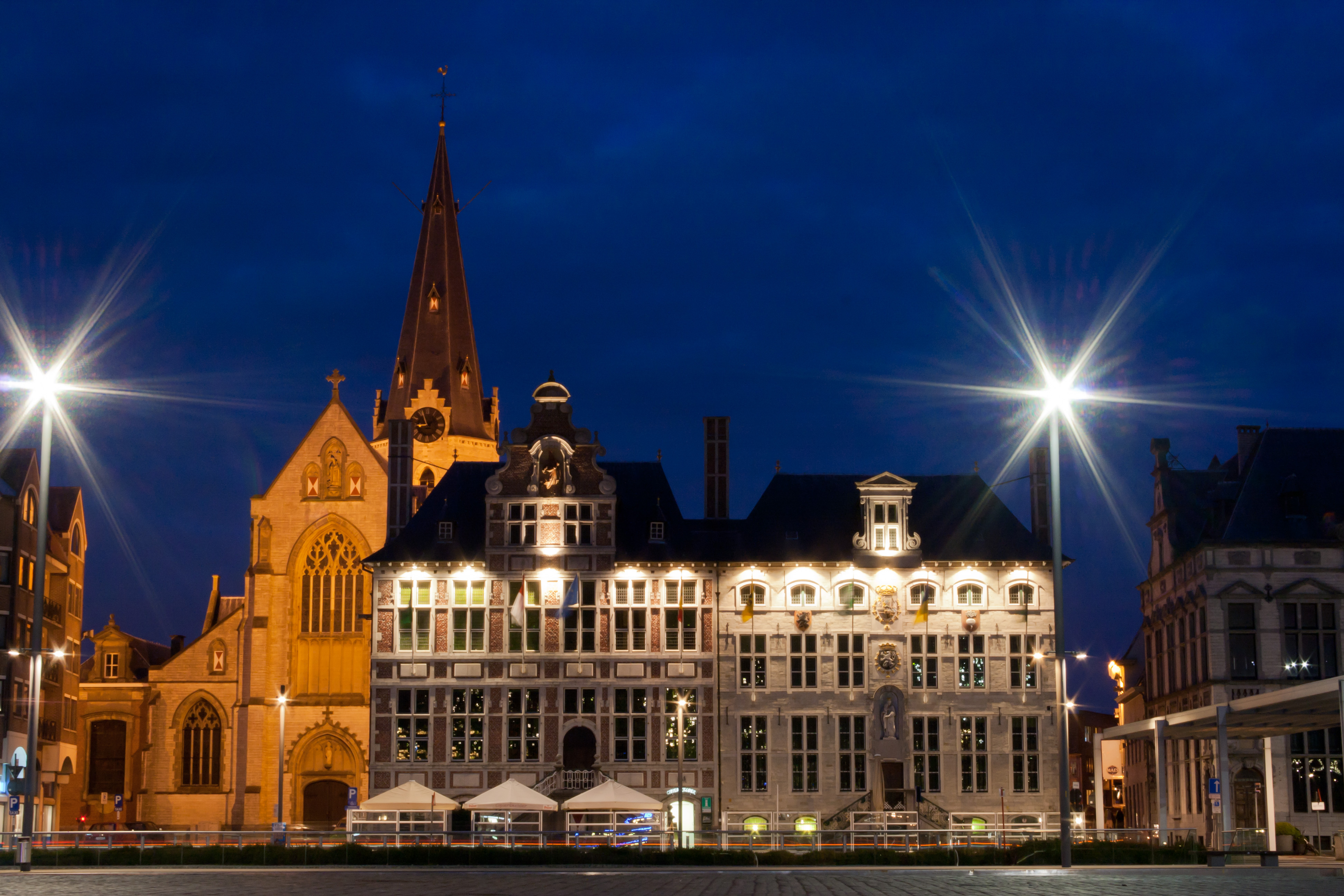
De Sint-Nicolaaskerk (links), Het Parochiehuis (midden), de Cipierage (rechts) en het Postgebouw (uiterst rechts) 's nachts
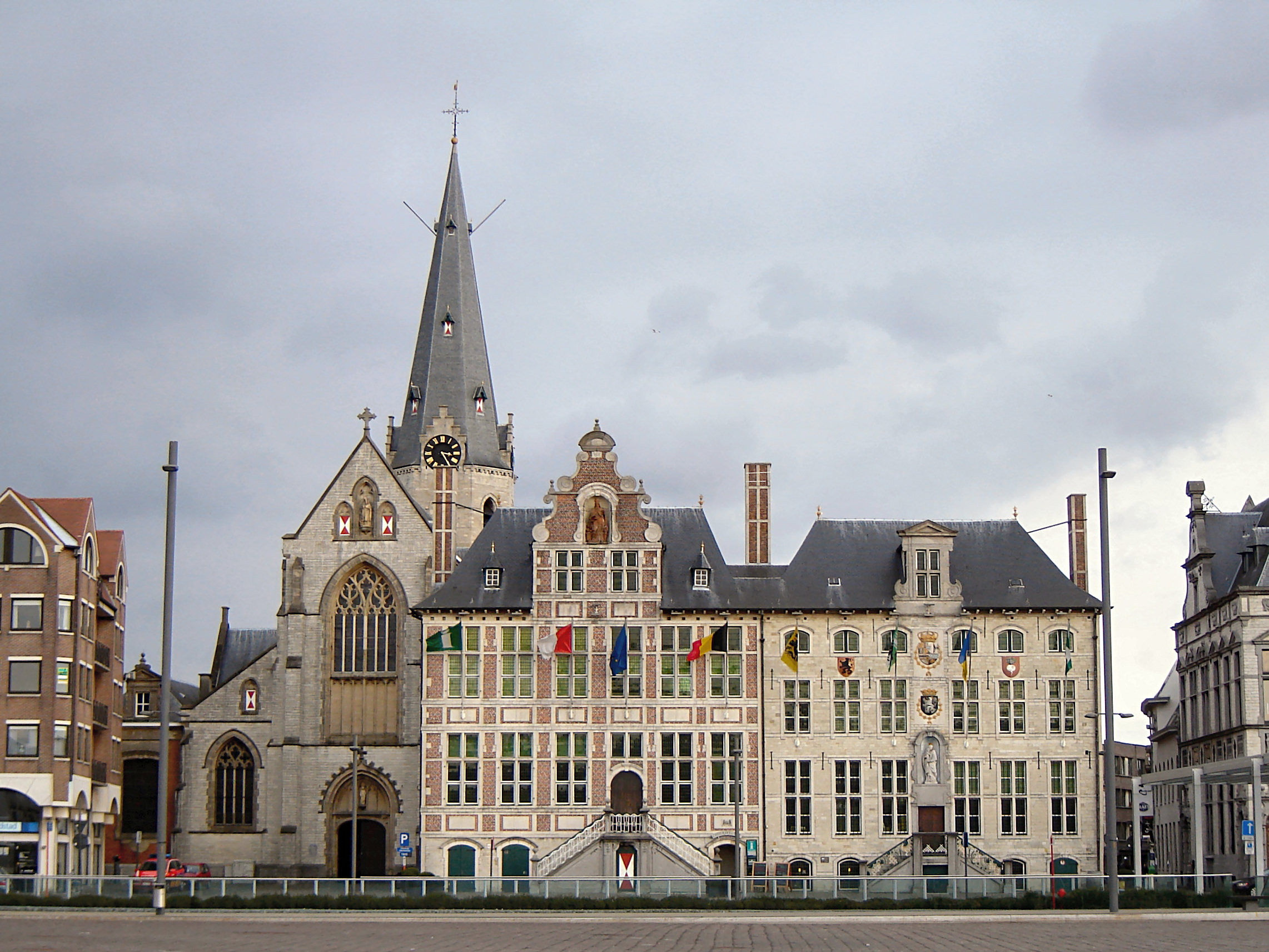
De Sint-Nicolaaskerk (links), Het Parochiehuis (midden), de Cipierage (rechts) en het Postgebouw (uiterst rechts) overdag
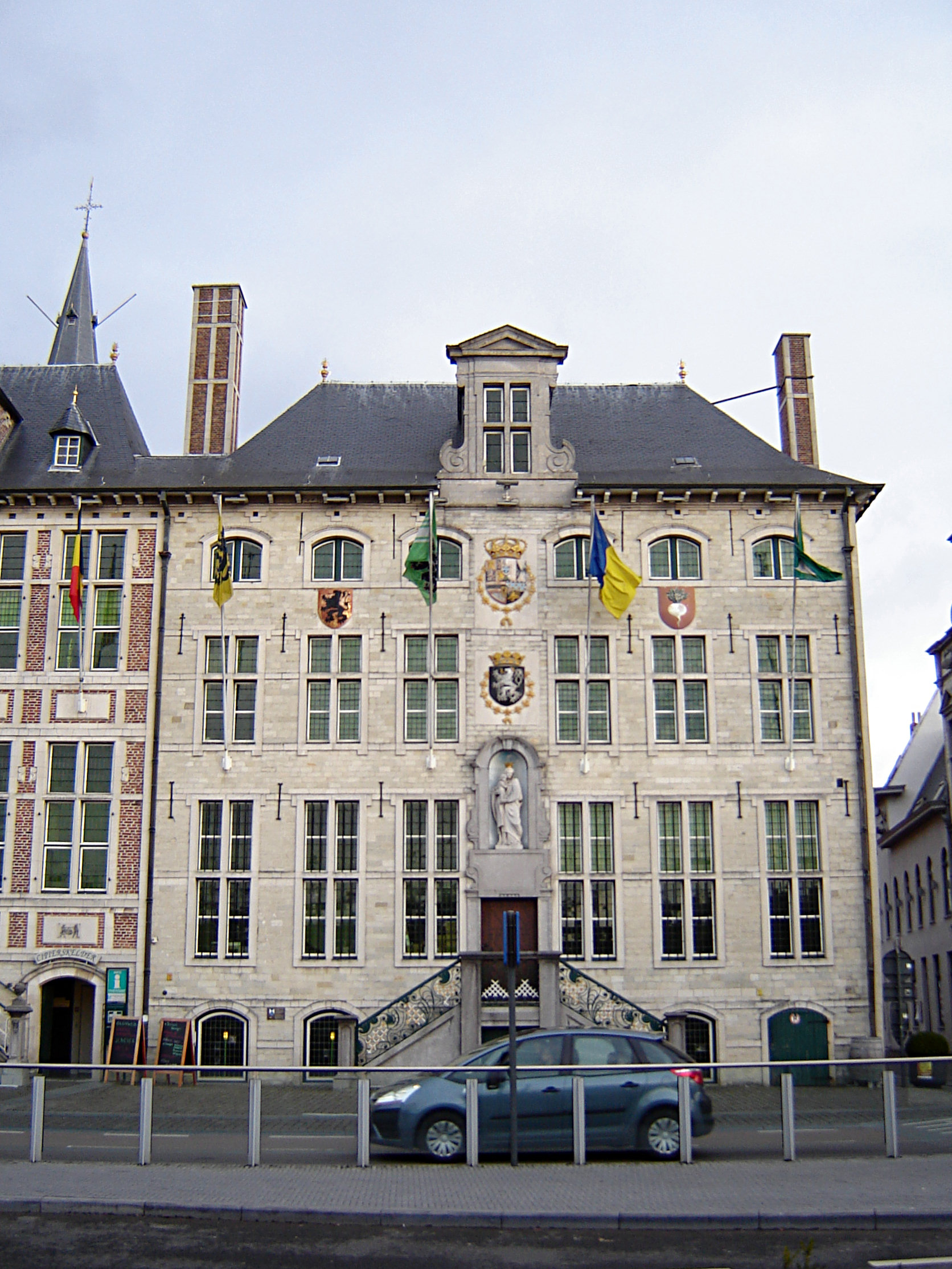
De Cipierage
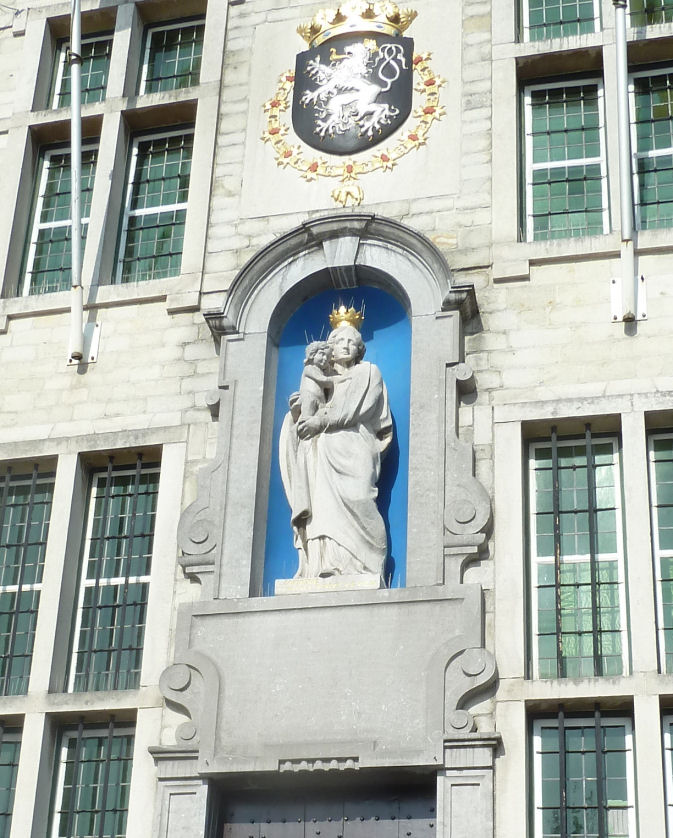
Beeld gehouwen door Robert Van de Velde